# Marcel Rüedi
Marcel Rüedi, né le 1er novembre 1938 à Winterthour et mort le 25 septembre 1986 sur les pentes du Makalu, est un alpiniste suisse. Il a atteint neuf des quatorze sommets de plus de huit mille mètres.

## Biographie
Marcel Rüedi est né le 1er novembre 1938 à Winterthour et y passe toute son enfance. À l'âge de quinze ans, il entame un apprentissage de boucher. Il obtient son certificat fédéral de capacité trois ans plus tard, puis part à l'étranger, jusqu'en 1964. Il découvre alors la grimpe et effectue plusieurs courses dans les Alpes.
En 1975, il gravit le Tirich Mir avec une expédition et découvre sa passion pour les plus hauts sommets. Entre 1978 et 1979, il atteint plusieurs sommets de cinq et six mille mètres dans les Andes péruviennes. L'année suivante, il est au sommet du Dhaulagiri, son premier sommet de plus de huit mille mètres. L'année suivante, il ouvre une nouvelle voie dans la face nord de l'Eiger. Deux ans plus tard, il fait la connaissance d'Erhard Loretan et de Jean-Claude Sonnenwyl, avec qui Rüedi gravit le Gasherbrum I, le Gasherbrum II et le Broad Peak en dix-sept jours.
En 1984, toujours en compagnie de Loretan, il gravit le Manaslu, après quatorze heures d'efforts. Lors de la descente, à cause du mauvais temps, Rüedi abandonne Loretan qui désire descendre le plus rapidement possible. Le 3 juin 1984, Rüedi est au sommet du Nanga Parbat.
L'année suivante, Rüedi atteint le K2 en compagnie de Norbert Joos. La même année, avec Oswald Oelz et Diego Wellig, il gravit le Shishapangma. L'année suivante, il est le premier Suisse, en compagnie de Peter Habeler, à atteindre le sommet du Cho Oyu. Cette même année, après avoir été au sommet du Makalu avec Krzysztof Wielicki, Rüedi trouve la mort lors de la descente. Il est retrouvé mort dans la neige par Reinhold Messner.